# Obelerio Antenoreo
Obelerio Antenoreo (Velence, 8. század – ?, 831) állhatott az egyre nagyobb hatalommal rendelkező Velence élére 804-ben. A kilencedik dózse mindössze hat éven keresztül irányíthatta a kereskedőváros életét, de ezalatt a rövid időszak alatt feje tetejére állította az egész várost. Uralkodása alatt vált világossá, hogy a gazdag terület a környező nagyhatalmak segítsége nélkül is meg tud állni a lábán, ha akar.

## Frank szövetség
Amikor elődjét, Giovanni Galbaiót elűzték Velencéből, a lagúnák lakói egy olyan férfiút kívántak megválasztani, aki köztudottan a frankok pártján állt. A végső küzdelemben egy testvérpár maradt benn, Obelerio és Beato, de mivel Beato Bizáncot tekintette a kereskedőváros legfontosabb szövetségesének, ő vesztett ebben a csatában.
A választás azonban nem ment végbe ilyen egyszerűen. Többször fegyverrel szereztek érvényt igazuknak a frankokat és a bizánciakat támogató nemesek. A döntő választás előtt a korábbi fővárost, a köztudottan Bizánc pártján álló Heracleiát porig rombolták. Az új dózse azonnal Nagy Károly felé fordította Velence kormányrúdját, és a velencei flotta segítségével Károlynak sikerült elfoglalnia Isztriát, amely korábban bizánci fennhatóság alatt állt. A konstantinápolyi udvar addig sem nézte jó szemmel a kereskedőváros tevékenységét, de az isztriai hadviseléssel végképp betelt a pohár. I. Niképhorosz császár hatalmas flottát küldött az Adria északi részére, amelynek mindössze annyi feladata volt, hogy elzárja a velencei vízi kereskedelem útját.

## A bizánci blokád feloldása
Obelerio hatalomra jutásának idejében Velence igen gyorsan gyarapodott, és kitűnő hajóinak nem volt párja egész Európában. A Földközi-tenger keleti medencéjének minden fontosabb kikötőjében állt egy-egy velencei gyár és kereskedőtelep. A nagyhatalmú város hajóinak lobogóit még a szaracénok is tisztelettel fogadták. A Laterán nem örült az erős itáliai hatalomnak, és gyakran azzal a váddal hozakodott elő, miszerint a velencei kereskedők keresztény szlávokat fognak el, és azokat rabszolgaként Spanyolország muszlim népének adják el. Ebből több nagy velencei család is igen busásan meggazdagodott.
Ezért aztán érthető, hogy a velenceieket igen érzékenyen érintette a hatásos bizánci blokád. Mivel a frankoknak néhány halászhajón kívül nem volt flottájuk, Obelerio úgy döntött, hogy békét köt Bizánccal. A szövetség megpecsételése érdekében Obelerio testvére, Beato kísérte vissza a bizánci flottát. (Ezzel a dózse egyúttal fivérét is megbékítette, és eltávolította Velencéből.)

## A frank bosszú
A velenceiek átpártolásának hírére Nagy Károly bosszút esküdött a kereskedőváros ellen. Fia, Pippin impozáns flottát építtetett, amelynek élén elindult, hogy megbüntesse a gőgös Velencét. 809-ben érték el a lagúnát, és a túlerőben lévő hajóhadat látva Obelerio összehívta a tanácsot, ahol megvitatták a teendőket.
Az eredmény egy kitűnő haditerv volt: több kisebb hajó kimegy a lagúna elé, és becsalja a nagy frank hajókat a Rivoalti szigethez (a mai Rialtóhoz), ahol az egyenként áthaladó hajókat a partról is meg tudják támadni. A frank flotta bekapta a horgot, és a mai Canale dell'Orfanonál elpusztult az egész hajóhad.

## Olivolo
Obelerio uralkodása alatt történt egy másik fontos esemény is, amelynek elsősorban a jövőre nézve volt nagy hatása. A 9. század elején kezdték el benépesíteni Olivolo szigetét (a mai Castello szigetet), amelyen megalapult a Venexia nevű kis falu. Ez a sziget vált később a köztársaság központjává. A krónikák szerint egyébként már 775-ben egyházat alapítottak ezen a szigeten.

## A bukás
Obelerio azonban hiába nyerte meg a csatát, a bizánciak szemében ő mindig is áruló maradt. Ezért a bizánci párt hamarosan túlerőbe került: a dózsét 810-ben megfosztották trónjától, és száműzték Velencéből. I. Giovanni Participazio uralkodása alatt, mintegy húsz év után tért vissza trónkövetelőként, azonban a dózse leromboltatta az őt támogató Malomoccót, őt magát pedig kivégeztette.
| Előző uralkodó: Giovanni Galbaio | Velencei dózse 804-810 | Következő uralkodó: Angelo Participazio |